# 柘植雅義
柘植 雅義（つげ まさよし、1958年 - ）は、日本の特殊教育学者、筑波大学教授、日本LD学会理事長。

## 来歴
愛知県生まれ。1981年愛知教育大学教育学部数学科卒、1983年同大学院教育学研究科数学教育専攻修士課程修了。1988年筑波大学大学院教育研究科障害児教育専攻修士課程修了。1994年国立特殊教育総合研究所研究員。1995年「精神遅滞児の授業場面における数学的言語行動の解析的研究」で筑波大学より教育学博士の学位を取得。1997年米国カリフォルニア大学ロサンゼルス校客員研究員。2000年国立特殊教育総合研究所研究室長（軽度知的障害教育研究室）。2001年文部科学省特別支援教育調査官。2006年兵庫教育大学教授。2010年国立特別支援教育総合研究所上席総括研究員、教育情報部長。2014年筑波大学人間系障害科学域知的・発達・行動障害学分野教授、特別支援教育研究センター教授、附属大塚特別支援学校前校長。

## 著書
- 『学習障害(LD) 理解とサポートのために』中公新書 2002
- 『学習者の多様なニーズと教育政策 LD・ADHD・高機能自閉症への特別支援教育』勁草書房 2004
- 『続・学習者の多様なニーズと教育政策 特別支援教育の新たな展開』勁草書房 2008
- 『特別支援教育 多様なニーズへの挑戦』中公新書 2013

### 共編著
- 『『気になる子』の保育と就学支援 幼児期におけるLD・ADHD・高機能自閉症等の指導』無藤隆,神長美津子,河村久共編著 東洋館出版社 2005
- 『現場で役立つ特別支援教育ハンドブック』下司昌一編集代表 石隈利紀,緒方明子,服部美佳子,宮本信也共編 日本文化科学社 2005
- 『通常学級での特別支援教育PDCA』編 教育開発研究所 教職研修増刊 「学校のPDCA」シリーズ 最新教育課題をPDCAでマネジメント 2005
- 『特別支援教育基本用語100 解説とここが知りたい・聞きたいQ&A』上野一彦,緒方明子,松村茂治共編 明治図書出版 2005
- 『これならできる"LD・ADHD・高機能自閉症への対応" 考え方・取り組み方と今やらなければならないこと』編 教育開発研究所 教職研修増刊 教育課題完全攻略シリーズ 取り組みながら学ぶための"実践マニュアル" 2006
- 『行動療法を生かした支援の実際 発達障害・不登校の事例に学ぶ』小野昌彦編集代表 奥田健次共編 東洋館出版社 2007
- 『実践事例に学ぶ特別支援教育体制づくり 23自治体の特色ある取り組みから』編著 金子書房 2007
- 『自立をめざす生徒の学習・メンタル・進路指導 中学・高校におけるLD・ADHD・高機能自閉症等の指導』秋田喜代美,納富恵子,佐藤紘昭共編著 東洋館出版社 2007
- 『「特別支援教育」100問100答 現場の疑問すべてに答える』編 教育開発研究所 教職研修増刊 今すぐ取り組む「対策シリーズ」 2007
- 『発達障害の子を育てる家族への支援』井上雅彦共編著 金子書房 2007
- 『長所活用型指導で子どもが変わる part 3』藤田和弘監修 熊谷恵子,三浦光哉,星井純子共編著 図書文化社 2008
- 『小・中特別支援教育コーディネーターのための実践・新学習指導要領』編 教育開発研究所 教職研修総合特集　2009
- 『発達障害のある子への最適サポート&ツール 1　個々のニーズに応じた指導に役立つ教材・教具 小学校国語・算数』山岡修共編著 明治図書出版 2010
- 『はじめての特別支援教育 教職を目指す大学生のために』渡部匡隆,二宮信一,納富恵子共編 有斐閣アルマ　2010
- 『教科教育と特別支援教育のコラボレーション 授業研究会の新たな挑戦』堀江祐爾,清水静海共編著 金子書房 2012
- 『対人援助専門職のための発達障害者支援ハンドブック』篁倫子,大石幸二,松村京子共編 金剛出版 2012
- 『特別支援学校のセンター的機能 全国の特色ある30校の実践事例集』田中裕一,石橋由紀子,宮﨑英憲共編著 ジアース教育新社 2012
- 『高等学校の特別支援教育Q&A 教師・親が知っておきたい70のポイント』石隈利紀共編著 金子書房 2013
- 『発達障害のある子への最適サポート&ツール 2個々のニーズに応じた指導と教材・教具 ソーシャルスキル・運動・行動』山岡修共編著 明治図書出版 2013
- 『ポケット管理職講座特別支援教育』編集 教育開発研究所 2014
- 『ユニバーサルデザインの視点を活かした指導と学級づくり』編著 金子書房 ハンディシリーズ発達障害支援・特別支援教育ナビ 2014
- 『特別支援教育のとっておき授業レシピ 「いつ」「なにを」「どのように」教えるかがわかる!』藤原義博共監修 筑波大学附属大塚特別支援学校編著 学研教育出版 2015
- 『養護教諭のための発達障害児の学校生活を支える教育・保健マニュアル』鎌塚優子,永井利三郎,古川恵美共編集 診断と治療社 2015

### 翻訳
- バーバラ・K.キーヨ『教室の中の気質と学級づくり 縦断研究から見えてきた個の違いの理解と対応』秋田喜代美共訳 金子書房 2010
- ピーター・ライト,パメラ・ライト,サンドラ・オコナー『アメリカのIEP個別の教育プログラム 障害のある子ども・親・学校・行政をつなぐツール』緒方明子,佐藤克敏共監訳 中央法規出版 2012
- D.ブリッジ, P.スメイヤー,R.スミス編著『エビデンスに基づく教育政策』葉養正明,加治佐哲也共編訳 勁草書房 2013

## 論文
- Cinii